# Bahnstrecke Kingston–Montego Bay
Die Bahnstrecke Kingston–Montego Bay ist eine Bahnstrecke der Karibikinsel Jamaika, eine der großen Antillen.

## Geschichte
Die Strecke wurde zwischen 1845 und 1895 eröffnet.
Die ersten Abschnitte der Eröffnung befinden sich in der Hauptstadt Kingston und deren Ballungsregion, die letzten Abschnitte im Bereich Montego Bay.
In den 1840ern regten die Brüder David und William Smith den Bau einer Eisenbahnlinie von Kingston in das Landesinnere an, wo sie Land besaßen und Zuckerrohr anbauten. Die Regierung der Kolonie griff dies auf und 1844 wurde durch die Railway Company der Bau der heutigen Teilstrecke bis Spanish Town begonnen und im Folgejahr abgeschlossen. Jamaika wurde damit die zweite britische Kolonie nach Kanada mit einer Eisenbahn.
Die Strecke diente anfangs dem Personen- sowohl als dem Güterverkehr auf Jamaika.
Nach Einstellung des Personenverkehrs ist nach wie vor ein Teil der Strecke, 57 km (von 272 km Gesamtlänge) im Güterverkehr in Betrieb.

## Verlauf
Kingston – Spanish Town – May Pen – Montego Bay

## Betriebliches
Es handelt sich um eine Normalspurlinie.